# Нидал, Оле
О́ле Нида́л (собственно Оле Нюдаль дат. Ole Nydahl [ˈnyˌdaːˀl]; род. 19 марта 1941) — датский религиозный деятель, также известный как Лама Оле (тибетское имя — Карма Лоди Чжамцо), передающий поучения Махамудры школы Карма Кагью тибетского буддизма в адаптированном для западного мира виде — «учёные люди усложняют простые вещи, а йогины упрощают сложные вещи». Он основал более семисот буддийских центров Алмазного Пути во всём мире. Карма Кагью является подшколой Кагью — одной из четырёх крупнейших школ тибетского буддизма (Ваджраяны). Центры «Алмазного Пути» признаются принадлежащими к школе Кагью определённой частью лам Карма Кагью. С начала 1970-х годов Оле Нидал путешествует, проводя лекции, курсы и основывая буддийские центры «Алмазного Пути». У него более 80 000 учеников, в том числе более 5 000 в России.

## Обучение и встреча с буддизмом
Оле Нидал вырос в Дании. С 1960 по 1969 год обучался в университете Копенгагена, а несколько семестров — в Тюбингене и Мюнхене в Германии. Основные предметы: философия, английский и немецкий языки.
Оле Нидал принимал активное участие в духовных поисках хиппи — в том числе с помощью наркотиков, имея проблемы со здоровьем и законом. Продолжением духовных поисков стало путешествие в Гималаи.
В 1961 году познакомился со своей будущей женой Ханной. После свадьбы в 1968 году они отправились в свадебное путешествие по Непалу, где встречают своего первого буддийского учителя Лопена Цечу Ринпоче — Ламу школы Друкпа Кагью. В следующей поездке они встречают и становятся первыми западными учениками Шестнадцатого Кармапы Рангджунга Ригпе Дордже, главы школы Карма Кагью.
Лама Оле и Ханна Нидал стали близкими учениками Шестнадцатого Кармапы. Также они познакомились с другими учителями Кагью, такими, как Калу Ринпоче, Кюнзиг Шамар Ринпоче XIV, Джамгён Конгтрул Ринпоче, Ситу Ринпоче и другими. Нидалы становятся также учениками Лопёна Цечу Ринпоче и Шамарпы.
Лопён Цечу Ринпоче высоко ценил вклад Ламы Оле Нидала:
«Почти все 84 Махасиддха следовали пути мирян, лишь некоторые из них были монахами. В наши дни путь мирян является для многих наиболее естественным и полезным путём. Поэтому я считаю, что Лама Оле Нидал со своим подходом в состоянии принести пользу большому количеству существ. Учения и методы Будды были даны для того, чтобы приносить пользу существам. Это цель учений. Они должны успокаивать наш ум, изменять его состояние и помогать нам понять, как работает причина и следствие, так, чтобы мы могли изменить свои жизни позитивным образом. Работа Ламы Оле как раз это и выполняет. Он не только приносит пользу многим, обучая их искусной практике Пховы, он постоянно работает с людьми и приносит им пользу, на самом деле изменяя их жизни положительным образом. Я полностью поддерживаю и ценю его активность».
Оле и Ханна Нидал проходили традиционное буддийское образование под руководством Калу Ринпоче. Будучи близкими учениками Шестнадцатого Кармапы, они также получили многие поучения, посвящения и передачи в неформальном виде.

## Центры Алмазного Пути
Согласно многим свидетельствам, Шестнадцатый Кармапа поручил Оле Нидалу основывать центры Карма Кагью на западе. Подробнее об этом можно узнать из письма кхенпо Чёдрага.
Начиная с 1973 года Оле Нидал путешествует, проводя лекции. Вскоре образовывается первый медитационный центр в Копенгагене, который впоследствии посещает Четырнадцатый Далай-лама Тензин Гьяцо. В 1974, 1976, 1977 и 1980 годах Шестнадцатый Кармапа посещал центры в Европе и США. В январе 2000 года состоялась первая поездка Семнадцатого Кармапы Тринле Тхае Дордже по европейским центрам, основанным Ламой Оле Нидалом.
Центры, основанные Оле Нидалом, носят название Центры Алмазного Пути школы Карма Кагью. Алмазный Путь — это вариант перевода с санскрита термина Ваджраяна.
Начиная с 1970-х годов, Оле Нидал и его жена Ханна основали более 600 буддийских медитационных групп в Центральной и Западной Европе, Азии, Америке, Австралии и ЮАР. Оле Нидал предпочитает не читать лекции и не открывать медитационные центры Алмазного пути в странах, где население преимущественно исповедует ислам. По его мнению, ему не удалось бы эффективно защитить своих учеников в этих странах в случае притеснений — даже в тех странах Ближнего Востока и Северной Африки, где не наблюдается притеснений и другие буддийские центры сосуществуют с исламом. Таким образом, несмотря на существование буддийских центров в «исламском мире», Оле Нидал утверждает, что открытие центров там было бы безответственным шагом с его стороны. Исключение составляют традиционно мусульманские республики РФ (например, Башкортостан) и бывшего СССР (Казахстан, Кыргызстан), где есть группы, получившие благословение Ламы Оле Нидала.
В России насчитывается 73 центра и медитационных группы, открытых с благословения Ламы Оле Нидала и объединённых в Российскую ассоциацию буддистов Алмазного пути традиции Карма Кагью.

## Преподавательская деятельность
Оле Нидал непрерывно путешествует по различным странам, обучая своих учеников, а также интересующихся буддизмом людей. Цель курсов Оле Нидала по различным темам, таким как Махамудра (Великая Печать) — способствовать более глубокому пониманию буддизма Алмазного Пути.
Начиная с 1978 года, Оле Нидал написал несколько книг о буддизме, некоторые из них автобиографичны. Часть его книг издана и на русском языке. Людям, начинающим практиковать, Оле Нидал не рекомендует читать тексты по теме Ваджраяны других школ Ваджраяны. Он объясняет это тем, что лучше хорошо разобраться в чём-то одном, чем запутаться во многом. В разных школах подобные термины используются в разных смыслах, что порой ускользает от внимания начинающих буддистов.
Ученики Оле Нидала являются без исключения мирянами, которые живут в основном в западной культуре. Монастырское буддийское образование с принятием обета безбрачия, по мнению Оле Нидала, не подходит образу жизни в западном обществе.
Оле Нидал поддерживает Тринле Тхае Дордже в вопросе признания Семнадцатого Кармапы.
На протяжении 50 лет распространения тибетского буддизма Лама Оле Нидал не только основывал центры Алмазного пути, но и поддерживал взаимодействие с другими буддийскими традициями.
В 2009 году глава Буддийской традиционной Сангхи России Хамбо-лама Дамба Аюшеев принял Ламу Оле Нидала, «одного из представителей цепи учителей буддистской традиции Карма Кагью», в своей резиденции в Иволгинском дацане.
Эти встречи стали традиционными и переросли в крепкую связь: «Ученики Оле Нидала поднесли танку Бодхисаттвы Арьбала для Санагинского комплекса и бронзовую статую Будды»,— написал Хамбо Лама. В 2016 году Ламу Оле Нидала наградили орденом Агвана Доржиева за распространение учения Будды по всему миру, создание около 800 буддийских центров во многих странах, принесение вневременной пользы огромному количеству людей.
Оле Нидал также поддерживает тесную связь с представителями буддизма Калмыкии. В 1993 году он впервые посетил республику с лекциями. С тех пор в Калмыкии проводились регулярные лекции Ламы Оле Нидала и других высоких Лам Кагью, в 2009 году в Элисту посетил глава линии, был приглашён Кармапа XVII Тринле Тхае Дордже.
С благословения и при поддержке Ламы Оле Нидала было построено несколько ступ, традиционных буддийских архитектурных сооружений, по всей территории России. Среди них: Ступы Просветления в Краснодаре и Волгограде, Ступа Просветления в Элисте, Ступа Совершенной Победы на Байкале, Ступа Просветления в Морках, Ступа Просветления в Красноярске и другие.
Помимо этого, Лама Оле Нидал продолжает поддерживать научные исследования и образование в области буддологии, в том числе в аспекте академического междисциплинарного изучения. С 2008 года в России было проведено шесть Международных конференций, способствующих развитию взаимодействия между учеными, представителями различных школ буддизма и представителями власти, столь необходимых в современных условиях.
В 2003 году с благословения Ламы Оле Нидала и его супруги Ханны Нидал был основан Международный институт тибетских и азиатских исследований (ITAS), объединивший переводчиков с западным образованием в области философии, тибетологии, индийских исследований и буддологии, многие из которых являются практикующими традиции Карма Кагью. Исследовательская библиотека ITAS включает в себя множество трудов, в том числе 108 томов собраний сочинений линии Кармап под названием «A Compilation of the Collected Writings of the Successive Incarnations of the Karmapas», многие из которых ранее были неизвестны и считались утерянными.

## Карма Кагью в России сегодня
Большинство общин Карма Кагью, имеющихся сейчас в России и других странах СНГ, основаны Ламой Оле Нидалом. Его статус — учитель традиции Карма Кагью, получивший право на это от главы школы Шестнадцатого Кармапы, ушедшего из жизни в 1981 году. Первая из общин Карма Кагью в России появилась в Ленинграде (Санкт-Петербурге) в 1989 году.
Нынешние европейские и российские центры Карма Кагью, как и другие буддийские центры Сакья, Ньингма, тоже существующие в России (за исключением традиционной для России школы Гелуг), сильно отличаются по стилю от той школы, что возникла в XI—XII вв. в Тибете. Но это естественно, ибо любая религиозная организация, где бы и когда бы она не возникла, попав в иное культурное пространство, приспособится к нему, а иначе будет обречена на исчезновение. Европейские и российские центры Карма Кагью ориентированы на небольшие группы светских последователей данного направления буддизма, на занятие практикой буддийской медитации, освоение по мере надобности буддийской теории, не связанное ни с уходом в монашество (отшельничество), ни с отказом от своих гражданских обязанностей. Это естественная и спокойная форма поиска религиозной истины в рамках буддизма.
Сомнения относительно того, возможно ли практиковать буддизм, являясь мирянином, и противопоставление этого «мирского пути» монашеству (отшельничеству) имеют стереотипную основу. Мирской буддизм — одна из равноправных, с точки зрения изучения и применения аутентичных методов, форм буддийской практики и следования принципам Учения (буддийской Дхармы). Мирянин, как и монах, для достижения цели — реализации потенциала ума, достижения Освобождения и Просветления — должен выполнять практику, данную ему опытным учителем, мастером. В Ваджраяне методы работы с умом не отделены от повседневной жизни, а интегрированы в неё на всех уровнях, и практика не является только формальным упражнением; также в Алмазном пути особое значение имеет учитель — тот, кто представляет реализованный потенциал ума. Через непосредственное отождествление с этими качествами на внеличностном уровне (медитации Лами налджор, тиб.; Гуру-йога, санскр.) ученик быстрее и эффективнее развивается на пути. Учитель Алмазного пути должен обладать подлинной передачей, то есть получить посвящения у своих учителей, которые, в свою очередь, получили их в непрерывной линии передачи.

## Позиция по социальным вопросам
Оле Нидал допускает аборты, назначенные по медицинским показаниям для сохранения жизни матери или связанные с дефектами развития плода. На вопрос о вреде абортов он отвечает следующее:
«Есть много семей, которые хотели бы иметь детей, но не могут их завести. Если ребёнок явно неполноценный, спросите у доктора, что он думает. Но если ребёнок явно здоровый, тогда не убивайте его, отдайте тому, кто явно хочет ребёнка».

## Разногласия
Оле Нидал является одним из сторонников Кармапы Тринле Тхае Дордже в вопросе об идентификации Семнадцатого Кармапы. Согласно позиции Оле Нидала и второго по важности ламы в школе Карма Кагью — Кюнзига Шамара Ринпоче — Далай-лама не уполномочен признавать и никогда ранее не участвовал в признании главы линии Карма Кагью тибетского буддизма. Далай-лама XIV подтвердил признание Ургьена Тринле Дордже в качестве Кармапы по просьбе Ситу Ринпоче и Гьялцаба Ринпоче.

## Критика
Оливер Фрайбергер, научный сотрудник Техасского университета в Остине, указывает, что имеет место «постоянная полемика» относительно Оле Нидала. Фрайбергер сообщает, что журнал германского буддийского союза «Lotusblätter» заявляет, что утверждения и деятельность Нидала вызывают вопросы у некоторых немецких буддистов, которые считают, что его поведение не подобает буддистскому учителю.
Мартин Бауман, профессор Бернского университета (Швейцария), заметил в интервью в 2005 году, что «он понимает критиков, говорящих, что Оле Нидал представляет на Западе <…> разновидность „Буддизма лайт“».
Михаил Плотников, диакон, кандидат богословия, старший преподаватель Православного Свято-Тихоновского гуманитарного университета, Вице-президент Центра религиоведческих исследований во имя св. Иринея Лионского, охарактеризовал миссию ламы Оле Нидала как нетрадиционную для России необуддийскую секту (хотя и с некоторыми оговорками). При этом диакон отмечает, что «часть привлеченной им контркультурной молодёжи, употребляющей наркотики, снижает их приём или вовсе его прекращает, поскольку Нидал пропагандирует медитацию как более эффективное и качественно лучшее, чем наркотики, средство изменения состояния сознания и говорит, что наркотики мешают медитации».
Религиовед Е. Г. Балагушкин в своей докторской диссертации, рассматривая «светский буддизм», пишет, что в представляемой Оле Нидалом «версии тибетского буддизма, во многом нетрадиционной» продолжает сохраняться «влияние феномена молодёжной контркультуры, настроений и быта хиппи», что является одним «из источников синкретического характера этого нового религиозного направления».

### Позиция Оле Нидала по отношению к политическому исламу
Позиция Оле Нидала по отношению к политическому исламу порой вызывает неоднозначную оценку. Озвучивая свою личную гражданскую позицию по вопросам свободы совести и притеснения прав женщин, он употребляет высказывания, которые подвергались критике со стороны отдельных комментаторов.
В одном опубликованном интервью он заявил: «У меня есть два опасения за мир: перенаселённость и ислам. Эти две вещи могут уничтожить мир, который иначе мог бы стать прекрасным местом». Он объясняет, что «мужчины, которые подавляют женщин, скорее всего станут подавляемыми женщинами в следующей жизни».

## Ответ на критику
Как отмечает автор одной из статей в сборнике по материалам Шестой международной научно-практической конференции «Буддизм Ваджраяны в России: актуальная история и социокультурная аналитика» В. М. Дронова: «представители научного сообщества давно проявляют интерес к общинам Алмазного пути традиции Карма Кагью, а также поучениям и практикам, которые в них используются. При этом, в силу ненадежных, недобросовестных источников, либо целенаправленно искажённой информации, имели место предвзятость, недостаточная объективность». Говоря о значимости диалога с исследователями, В. Дронова ссылается на исследовательские работы именитых ученых (В. П. Андросов, А. М. Алексеев-Апраксин, Б. У. Китинов, Н. Л. Жуковская и др.), посвященные общинам Алмазного пути. Идею такого взаимодействия поддержал и Оле Нидал «и выразил желание принять участие в конференции с докладом». Глубокие исследования деятельности центров Алмазного пути проводились и проводятся петербургскими учёными, среди которых: доктор социологических наук Е. А. Островская, кандидат социологических наук В. Б. Исаева, доктор культурологии А. М. Алексеев-Апраксин, доктор философских наук А. С. Колесников, группа исследователей кафедры проблем конвергенции естественных и гуманитарных наук факультета свободных искусств и наук СПбГУ под руководством кандидата физико-математических наук Л. А. Дмитриевой, а также кандидат философских наук Л. М. Коротецкая (Германия), кандидат богословия С. И. Шатравский (Беларусь) и другие. За прошедшие 10 лет некоторые участники конференций защитили кандидатские и докторские диссертации. Среди таких учёных есть и практикующие буддисты."
Ответ на критику по отношению к политическому исламу
Лама Оле Нидал открыто призывал религиозные конфессии к терпимости, подчёркивая важность следования Конституции и уважения к свободе женщин, а также тот факт, что разные религии подходят разным людям.
Нидал говорит, что делает свои политические комментарии не в качестве ламы, а от имени «ответственного, думающего человека», и что никто не может делать такие заявления с буддийской точки зрения, потому что Будда Шакьямуни не комментировал религиозные идеи, которые были основаны через несколько веков после его смерти.
В своём онлайн-интервью Нидал также сказал: «Иудаизм и христианство в порядке. Я предупреждаю насчёт политического ислама. Я знаю Коран, я знаю жизнеописание Мухаммеда и я думаю, что мы не можем использовать это в обществе в наше время».

## Личная жизнь
С 1968 по 2007 гг. Оле Нидал был женат на Ханне Нидал (умерла в 2007 г.)
В 2014 году женился на Александре Муньос Барбозе.
31 августа 2019 года Лама Оле Нидал и Анне Бехренд поженились в буддийском центре Алмазного пути в Теновице, Чешская Республика.
18 декабря 2020 года у Оле Нидала и Анны Бехренд родилась дочь Фрея.

## Книги
Оле Нидал является автором нескольких книг. На русском языке изданы:
- Оле Нидал. Книга надежды: как освободиться от страха смерти = Von Tod und Wiedergeburt. — М.: Эксмо, 2013. — 288 с. — ISBN 978-5-699-60593-4.
- Оле Нидал. Верхом на Тигре. Европейский ум и буддийская свобода = Riding the Tiger. — М.: Эксмо, 2012. — 608 с. — ISBN 978-5-699-54643-5.
- Оле Нидал. Каким все является. Психология свободы — опыт буддизма = Wie die Dinge sind. Eine zeitgemäße Einführung in die Lehre Buddhas. — М.: Эксмо, 2012. — 208 с. — ISBN 978-5-699-54288-8.
- Оле Нидал. Книга о любви. Счастливое партнёрство глазами буддийского Ламы = Der Buddha und die Liebe. — М.: Эксмо, 2011. — 304 с. — ISBN 978-5-699-50651-4.
- Оле Нидал. Будда и любовь. Как любить и быть счастливым = Der Buddha und die Liebe. — М.: Алмазный путь, 2009. — 256 с. — ISBN 978-5-94303-027-7.
- Оле Нидал. Каким всё является. Учение Будды в современной жизни = Wie die Dinge sind. Eine zeitgemäße Einführung in die Lehre Buddhas. — М.: Алмазный путь, 2008. — 240 с. — ISBN 978-5-94303-028-4.
- Оле Нидал. Глубина славянского ума. Буддизм в вопросах и ответах. — СПб.: Алмазный путь, 2006. — 560 с. — ISBN 5-88882-027-X.
- Оле Нидал. Открытие Алмазного пути. Тибетский буддизм встречается с Западом = Entering the Diamond Way. — 4-е изд. — М.: София, 2007. — 304 с. — ISBN 978-5-91250-285-9.
- Оле Нидал. Шесть освобождающих действий = The Six Liberating Actions. — М.: Алмазный путь, 2008. — 32 с. — ISBN 5-94303-021-2.
- Оле Нидал. Основополагающие упражнения = Die Vier Grundübungen. — М.: Алмазный путь, 2006. — 176 с. — ISBN 5-94303-008-5.
- Оле Нидал. Великая печать. Взгляд Махамудры буддизма Алмазного пути = The Great Seal. Limitless Space and Joy. The Mahamudra View of Diamond Way Buddhism. — СПб.: Алмазный путь, 2006. — 246 с. — ISBN 5-94303-002-6.
- Оле Нидал. Верхом на Тигре = Riding the Tiger. — СПб.: Алмазный путь, 1994. — 494 с.